# Stephen Roche

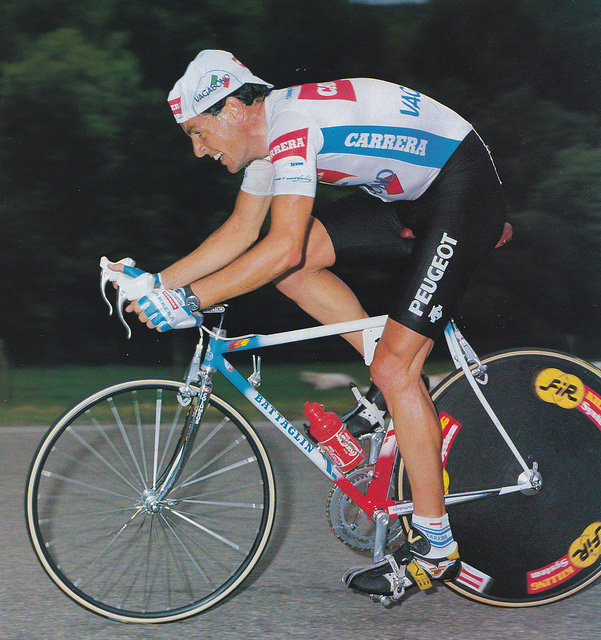
Stephen Roche al 1987

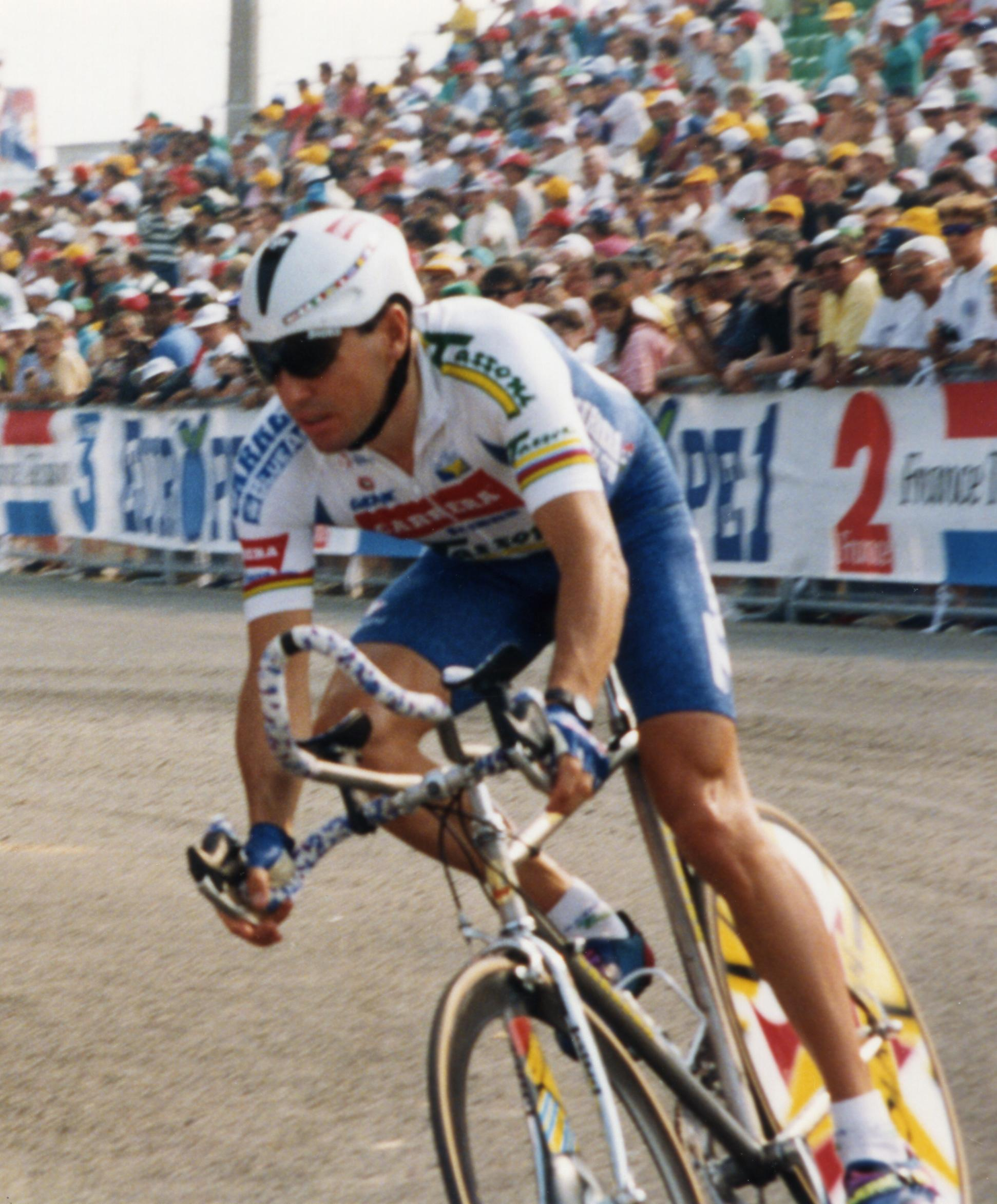
Stephen Roche al 1993

Stephen Roche (Dundrum, 28 de novembre de 1959) va ser un ciclista irlandès que fou professional des de 1981 fins al 1993. Durant aquests anys aconseguí 58 victòries.
Va tenir bons resultats des dels inicis. En el seu debut com a professional va guanyar la París-Niça. Amb el pas dels anys el ritme no va decaure, amb bons llocs a les carreres de la Copa del Món, així com en el Tour de França i una medalla de bronze en el Campionat del Món de Ciclisme.
Va tenir un any negre el 1986 a causa d'una caiguda, que el va allunyar de l'elit durant tot l'any. Amb tot, a la temporada següent, Stephen Roche va gaudir del millor any de la seva vida esportiva, va guanyar el Giro d'Itàlia i el Tour. El Tour de 1987 fou molt disputat, amb la retirada de Bernard Hinault i amb l'accident de Greg LeMond, el mallot groc va passar d'unes mans a unes altres de corredors com Charly Mottet, Jean François Bernard, Pedro Delgado i ell mateix. Després d'unes apassionants etapes als Alps, especialment la que va acabar La Plagne on va necessitar oxigen a la meta, Stephen Roche va acabar guanyant gràcies a la seva bona mà en la contrarellotge, i es va convertir en l'únic ciclista irlandès a guanyar el Tour i el cinquè corredor a aconseguir el doblet Giro-Tour el mateix any.
Però en aquell any, a Roche encara li quedava una última victòria al Campionat del Món, el que el va convertir en el segon ciclista de la història (i fins ara l'últim) després d'Eddy Merckx, en aconseguir la Triple Corona del ciclisme, és a dir, guanyar en un mateix any, el Giro, el Tour i el Campionat del Món.
Després d'una temporada tan brillant, Roche no va defallir amb bons resultats i victòries d'etapa al Giro i al Tour i altres victòries del calendari professional.
El 1993 es va retirar i es va convertir en entrenador a Mallorca.

## Palmarès
- 1979
  - 1r a la FBD Insurance Rás
- 1980
  - 1r a la París-Roubaix sub-23
- 1981
  - 1r a la París-Niça i vencedor d'una etapa
  - 1r al Tour d'Indre-et-Loire i vencedor d'una etapa
  - 1r a l'Etoile des Espoirs i vencedor de 2 etapes
  - 1r del Tour de Còrsega i vencedor d'una etapa
  - Vencedor d'una etapa del Tour de l'Avenir
- 1983
  - 1r al Tour de Romandia
  - 1r al Gran Premi de Valònia
  - 1r a la París-Bourges
  - 1r a l'Etoile des Espoirs
- 1984
  - 1r al Tour de Romandia
  - 1r a la Pujada a Arrate
  - Vencedor d'una etapa de la París-Niça
- 1985
  - 1r al Critèrium Internacional i vencedor d'una etapa
  - 1r al Tour del Migdia-Pirineus
  - Vencedor de 2 etapes de la Dauphiné Libéré
  - Vencedor de 2 etapes de la Volta a Irlanda
  - Vencedor d'una etapa de la París-Niça
  - Vencedor d'una etapa del Tour de França
- 1987
  - Campió del Món de ciclisme 
  - 1r al Giro d'Itàlia i vencedor de 2 etapes 
  - 1r a Tour de França i vencedor d'una etapa 
  - 1r a Tour de Romandia, vencedor de 2 etapes i 1r de la classificació per punts
  - 1r a la Volta a la Comunitat Valenciana i vencedor d'una etapa
  - Vencedor d'una etapa de la París-Niça
- 1989
  - 1r a la Volta al País Basc i vencedor d'una etapa
  - Vencedor d'una etapa de la París-Niça
  - Vencedor d'una etapa dels Quatre dies de Dunkerque
- 1990
  - 1r als Quatre dies de Dunkerque
- 1991
  - 1r a la Setmana Catalana
  - 1r al Critèrium Internacional
- 1992
  - Vencedor d'una etapa del Tour de França

### Resultats al Tour de França
- 1983. 13è de la classificació general
- 1984. 25è de la classificació general
- 1985. 3r de la classificació general. Vencedor d'una etapa
- 1986. 46è de la classificació general
- 1987. 1r de la classificació general. Vencedor d'una etapa. Porta el mallot groc durant 3 etapes
- 1989. Abandona (10a etapa)
- 1990. 44è de la classificació general
- 1991. Abandona (1a etapa)
- 1992. 9è de la classificació general. Vencedor d'una etapa
- 1993. 13è de la classificació general

### Resultats al Giro d'Itàlia
- 1986. Abandona
- 1987. 1r de la classificació general. Vencedor de 2 etapes
- 1988. 9è de la classificació general
- 1993. 9è de la classificació general

### Resultats a la Volta a Espanya
- 1992. 14è de la classificació general